# Ebla
Ebla va ser una antiga ciutat estat del Pròxim Orient a la regió de Síria. Ebla va ser una de les ciutats-estat més poderoses de la regió entre el 2500 i el 2400 aC. Aquestes dades capgiraren els coneixements coneguts fins fa poques dècades: si fins a la data només es reconeixien dos pols principals de desenvolupament en la civilització antiga preclàssica: Mesopotàmia i l'antic Egipte, l’àrea que té com a centre Síria i que s'estén a ponent fins a les costes de Palestina i el Líban i al nord fins a la península Anatòlica s'imposa cada vegada més com un tercer pol de desenvolupament antic. Els descobriments arqueològics recents i les tauletes d'Ebla han proporcionat informació valuosa sobre l'economia, el comerç i la indústria, l'administració i la diplomàcia d'aquest poderós regne oblidat: arxius econòmics, tractats d'aliança amb els Estats veïns, relacions de guerra i de pau, epopeies i himnes religiosos.
La ciutat té forma d'un tel oval de 60 hectàrees dominada per una acròpoli central. Va ser descoberta l’any 1964 per un equip d’arqueòlegs italians a Tell Mardikh, uns 70 km al sud-oest d’Alep. Els seus vestigis van ser donats a conèixer per l'equip del professor Paolo Matthiae de la Universitat de Roma La Sapienza el 1968 els quals van descobrir les muralles, les portes monumentals, els edificis públics, els temples i el palau reial. Al palau van trobar unes 17.000 tauletes d'escriptura cuneïforme que formaven part de l’arxiu reial, datat entre el 2400 i el 2250 aC, redactades en sumeri i eblaïta.
Ebla es va convertir en un centre urbà comercial amb Mari, ciutat de la qual era tributària cap al 2500 aC, i amb Kix i que tenia un comerç important amb Egipte, país al qual exportava sobretot productes tèxtils. Aquesta època és desconeguda per la falta de fonts, però a partir del regnat de Lugal-Zage-Si a Sumer es comencen a conservar textos, sobretot les anomenades Tauletes d'Ebla, datades a partir de l'any 2400 aC, quan la situació del regne es va capgirar i va aconseguir de dominar diverses ciutats-estat veïnes. Fins i tot Mari pagava tribut a Ebla.

## Descobriment i situació actual
Tell Mardikh va començar a ser excavat per un equip arqueològic italià, dirigit per Paolo Matthiae, el 1964 amb l'objectiu de trobar informació sobre la Síria interior del II mil·lenni. Les primeres campanyes van aportar resultats modestos, però el 1968 van descobrir una estàtua amb una inscripció, fet que els va permetre identificar el lloc excavat: era l'antiga ciutat d'Ebla, capital d'un regne ja conegut per diversos textos del qual es buscava la localització des de feia diverses dècades.
Les excavacions del jaciment van obtenir una gran notorietat el 1975, quan van ser descobertes més de 14.000 tauletes i fragments de tauletes d'argila que daten d'aproximadament del 2400 aC. En aquella època hom no s'imaginava que a Ebla i a la regió existís una administració que fes servir l'escriptura cuneïforme, ja que era considerada com «endarrerida» respecte a la Baixa Mesopotàmia. Fins i tot va esclatar una polèmica quan els diaris anglosaxons van afirmar que aquests arxius revelaven informació sobre el temps dels patriarques de la Bíblia, i que el govern sirià intentava ocultar-los. La polèmica va finalitzar una vegada van ser publicades les tauletes, i es va provar que només tenien una relació molt distant amb la Bíblia.
Les excavacions anuals es van mantenir sota la direcció de Paolo Matthiae i aportaven informacions valuoses sobre la cultura de la Síria interior del II mil·lenni, però la Guerra Civil siriana iniciada el 2011 ho va estroncar i les excavacions van ser abandonades. Grups armats van començar a realitzar excavacions clandestines. Els motius del saqueig poden ser tant ideològics i religiosos com de beneficis econòmics, ja que durant anys el tràfic d’antiguitats va constituir una de les principals fonts de finançament de Daesh o Estat Islàmic. Imatges de satèl·lit del 2014 indiquen que les zones excavades van ser degradades o destruïdes amb artefactes mecanitzats i que les excavacions clandestines es van estendre sobre una superfície molt àmplia, ja que es podien localitzar nombroses fosses.
El 2020 l'exèrcit sirià, recolzat per les forces russes, va expulsar als gihadistes de Tell Mardikh. Llavors es va poder copsar que, efectivament, els gihadistes havien saquejat i transformat el jaciment arqueològic en un camp d'entrenament militar. El director del departament cultural de la governació d'Hama, Khazer Aïliouliou, va afirmar que comptava amb el suport els especialistes italians per a la restauració del jaciment.

## El regne d'Ebla durant el període «protosirià» (c. 2500-2300 aC.)
El primer nivell o estrat del jaciment (Mardikh I) correspon a la segona meitat del mil·lenni IV aC. El segon nivell (Mardikh II) cobreix la majoria del mil·lenni III aC. El nivell II A correspon al primer gran desenvolupament de la ciutat, entre 3000 i 2.500 aC aproximadament, que marca el començament del període anomenat «proto-sirià». El nivell II B cobreix la segona meitat del III mil·lenni, és a dir l'entrada a l'edat del bronze al Pròxim Orient, i corresponent al període dinàstic arcaic de Mesopotàmia, així com als períodes de l'imperi Accadi i la tercera dinastia d'Ur. Aquest segon subperíode és conegut gràcies a les nombroses tauletes que documenten la vida del regne cap als segles XXV – XXIV (nivell Mardikh II B1), que han donat fama al jaciment. És el període d'apogeu d'Ebla com a potència política.

### El palau reial i els arxius

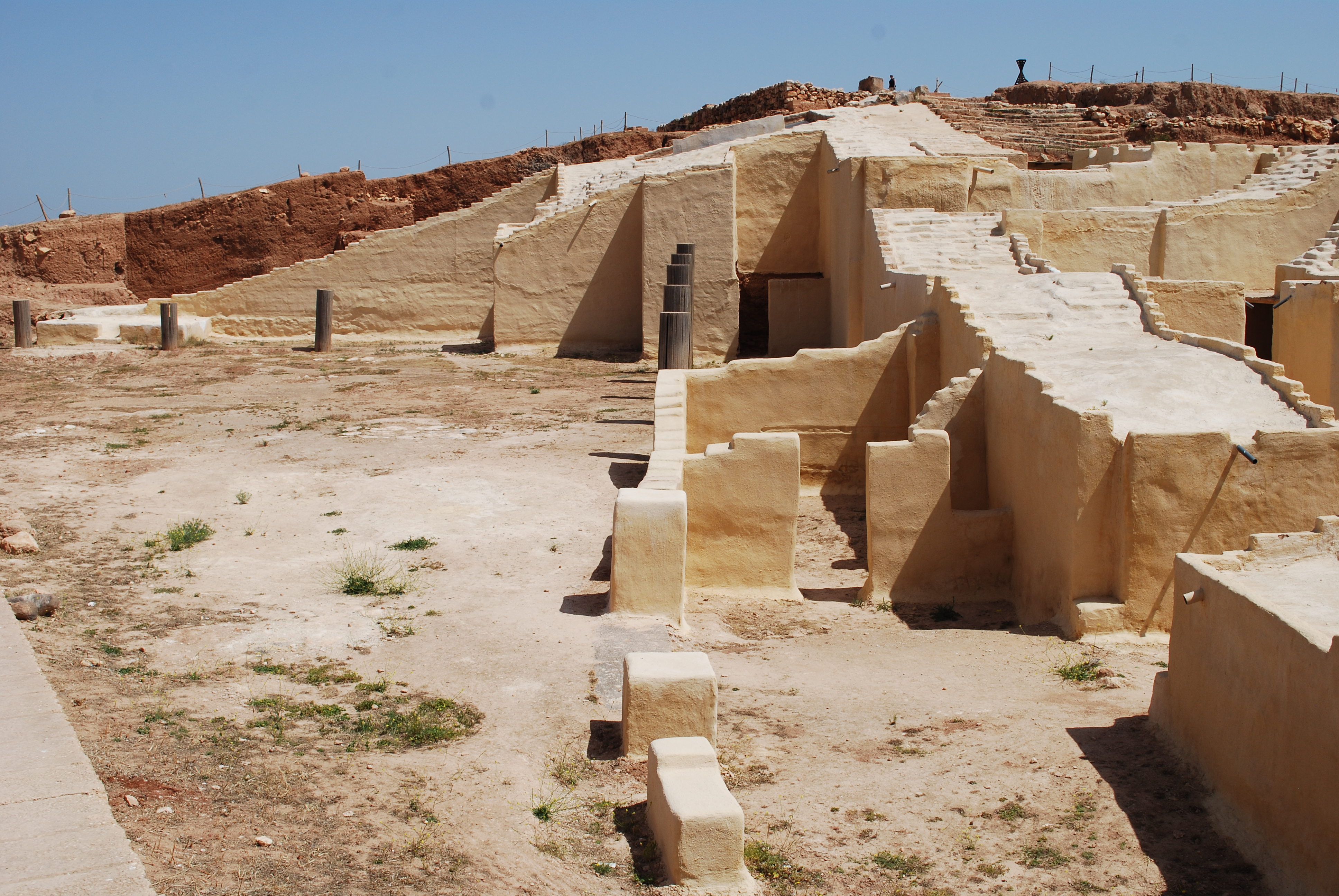
Ruïnes del « palau G », el palau reial del període protosirià.

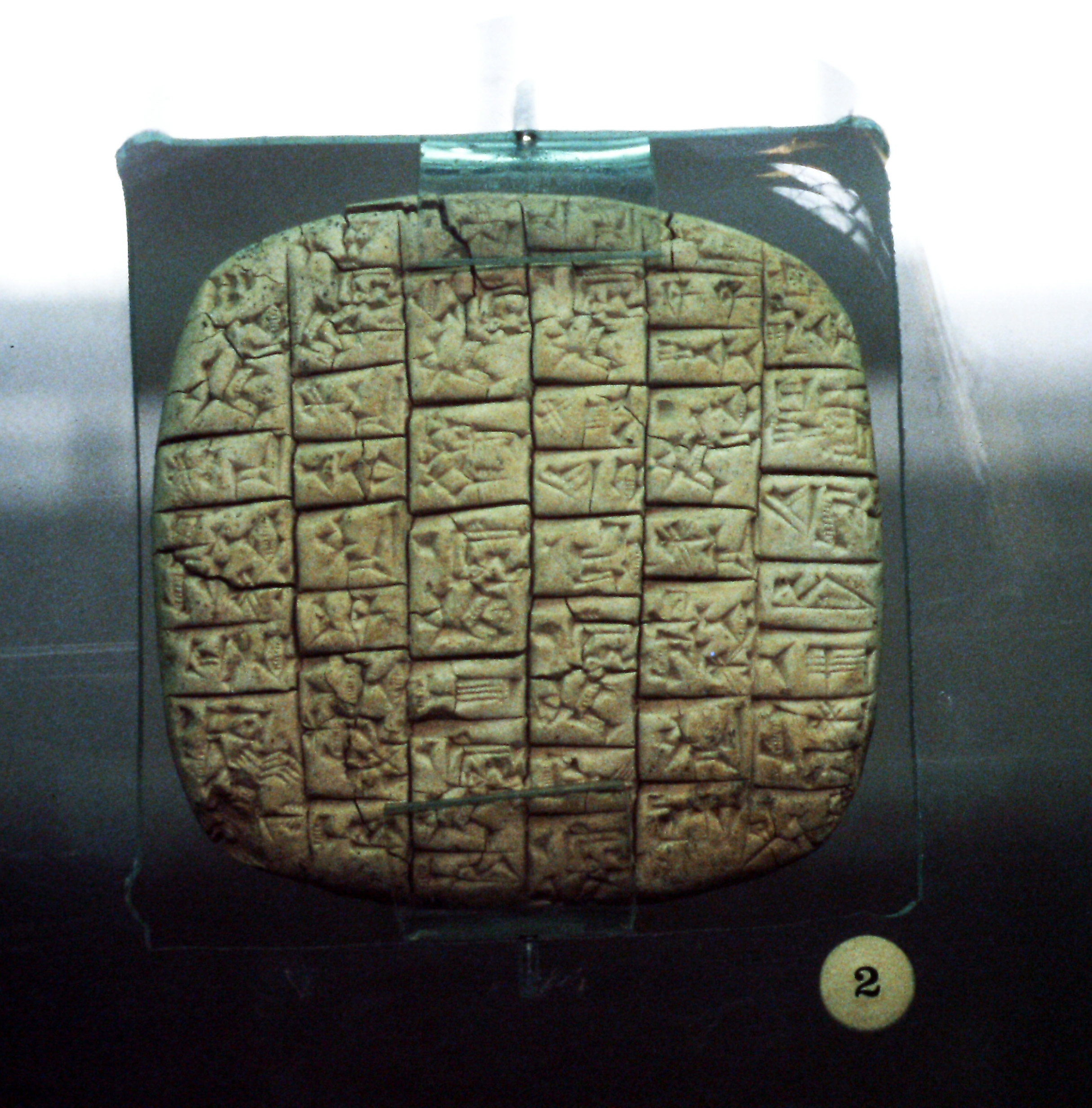
Tauleta provinent dels arxius d'Ebla, segle XXIV aC, Museu nacional d'Alep.

Els arqueòlegs no van excavar molts edificis del període protosirià, amb tot el més conegut és el Palau G, que data del segle XXIV, situat al centre de l'Acròpoli. Es tracta del palau més antic conegut a Síria. Les estructures identificades sobre aquest tel a la fase anterior han de correspondre a un primer estat d'aquest edifici, contemporani a l'aparició de la reialesa a Ebla: en el vessant sud, l'edifici G2 tenia una funció de magatzem; al nord-est del sector palatí, és una construcció que comprèn una gran quantitat de sílex, que havia de servir de taller de producció i de magatzem.
El palau de l'època protosiriana havia d'estendre's sobre uns 10.000 m2 en el sector nord del turó i disposava pel cap baix d'un pis, però només alguns sectors han pogut ser alliberats, uns 2.500 m2. Amb tot han pogut identificar-se algunes parts. En primer lloc, el « barri administratiu», al sud, al peu de l'acròpoli on es trobava la cancelleria amb els seus arxius. S'hi trobava un petit pati interior, disposant d'un pòrtic al seu costat sud. Una habitació situada al sud d'aquest sector era sens dubte la sala del tron, al voltant de la qual s'han descobert recentment petites peces i diversos objectes. En aquest sector també han descobert una cuina. El «tribunal d'audiències», situat més amunt, dominava la ciutat i estava connectat al sector precedent per una porta monumental. Va poder servir de lloc públic que assegurava la unió entre l'espai públic i el palau pròpiament dit. Les seves façanes estaven envoltades de pòrtics amb columnes de fusta, almenys en dos costats. Un podi que es trobava sota el pòrtic nord suportava el tron del rei durant les audiències. Al costat nord, la cort conduïa cap a un edifici que formava part del palau. El costat est obria l'accés principal al palau reial per una porta monumental sobre una escala que portava al cim de l'acròpoli. Un complex situat al sud podia servir de residència als dignataris del palau.
Al barri administratiu és on s'han exhumat la majoria de les tauletes dels arxius reials d'aquest període. La gran majoria es va trobar a la sala d'arxius, amb prop de 14.700 tauletes i fragments de tauletes, de les quals hi ha 1.700 tauletes completes i 9.500 amb llacunes. Es tracta d'una sala rectangular. Les tauletes estaven disposades per grups de quinze, sobre tres files de prestatges de fusta (80 cm de profunditat i 50 cm d'alçada aproximadament) alineades al llarg de les parets nord i est. La cara principal de les tauletes es girava cap a l'exterior, les més grans es col·locaven sobre el sòl. Estaven classificades de manera temàtica, i es van mantenir disposades així després de l'incendi que va devastar i destruir el palau i la desaparició dels prestatges. Al mur hi havia les tauletes que enregistraven els subministraments de teixits. En l'angle, les tauletes relatives als lliuraments de metalls preciosos i de coure. Al llarg de la paret nord, el prestatge superior portava les llistes lèxiques d'escriptura cuneïforme i els textos de la cancelleria (decrets reials, donacions, tractats). Les altres prestatgeries tenien informes relatius a l'agricultura i a la ramaderia, així com llistes bilingües eblaïta/sumeri. El vestíbul de la sala d'arxius i altres estances del palau han proporcionat també lots de tauletes: aproximadament 900 al pòrtic est de la cort de les audiències (moltes tauletes sobre lliuraments alimentaris com farina i oli) i 500 a una botiga de forma trapezoidal del barri administratiu. En total, han descobert més de 17.000 tauletes i fragments, destacant les activitats de l'administració del palau durant els tres últims regnats que precedien la destrucció del lloc. Les tauletes estaven redactades majoritàriament en sumeri, llengua d'un poble que vivia a la Baixa Mesopotàmia i la més prestigiosa culturalment a l'Orient Mitjà, però també en una llengua semítica local desconeguda abans, que finalment va ser batejada com "eblaïta".

### Administració i govern

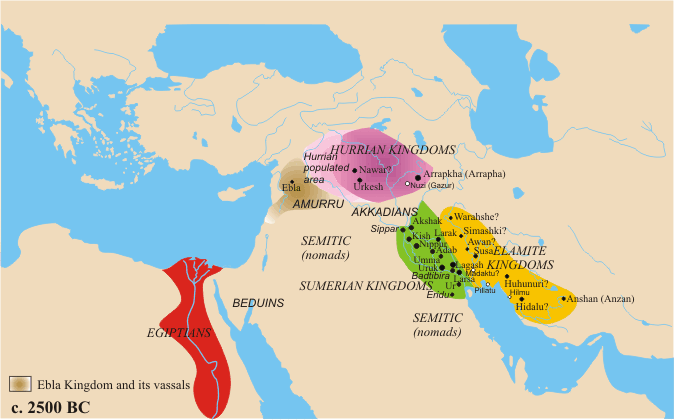
Ebla i l'Orient Mitja

Ebla era una gran potència econòmica i comercial a tota la regió, era lloc per on passava tot el comerç que hi havia entre la baixa Mesopotàmia i altres regions veïnes més a l'orient, que travessaven el nord de Síria cap al Mediterrani. Tenia diverses províncies i estats vassalls. El regne i els regnes vassalls estaven governats cadascun per un en, i altres territoris eren governats per un personatge titulat malikum. Aquests malikum segurament estaven establerts al nord del país, a l'altra banda de l'Eufrates. El segon personatge del regne després de l'en era el lugal, paraula que designava un altíssim funcionari administratiu. Es coneixen alguns lugals i especialment els dels tres darrers reis Igrish-Halam (Arennum o Arru-Lum), Irkab-Damu (Ebrium o Eberu) i Ishar-Damu (Ibbi Zikkir o Ibbi Sipis). El rei Ikrab-Damu va escriure al rei Zizi d'Hamazi i a la carta el va qualificar de «germà» i va oferir de ser també el seu «germà». Ebla va tenir també relacions comercials i culturals amb el regne d'Emar durant aquest període, país que estava situat al curs mitjà de l'Eufrates. Les oliveres i la producció d'oli a la Mediterrània oriental van néixer a Ebla en aquesta època.
Ebla va arribar al màxim poder cap al 2350 aC-2250 aC. Cap a l'any 2340 aC, el rei Enna-Dagan de Mari va dirigir una carta, conservada a les Tauletes d'Ebla al rei d'Ebla on l'informava de l'expansió territorial que havia iniciat el regne de Mari pujant pel curs superior de l'Eufrates fins a la regió d'Emar i Hashum. Segons els estudiosos, el document parla d'una sèrie de campanyes de conquesta que van emprendre diversos reis de Mari, que havien limitat (encara que temporalment) els interessos comercials, econòmics i polítics d'Ebla. Sembla clar que Mari va exercir durant un període indeterminat una hegemonia política i econòmica sobre el curs mitjà de l'Eufrates. La carta fa referència a diversos reis de Mari: Saumu, Ishrup-Shar i Iblul-El que també era rei d'Abarsal, i que havien iniciat el període d'expansió del seu país.
Ebla va fer front a Sargon I d'Akkad, que va ocupar Mari i va sotmetre a tribut el regne. Ebla, després, es va revoltar contra el seu net Naram-Sin cap al 2250 aC i va ser destruïda. Els seus pobladors van abandonar el territori i la ciutat durant uns anys, però cap a finals del segle ja tornava a estar habitada, ara per amorrites i hurrites, i tenia un rei, encara que menys poderós que abans, però va ser expulsat pels reis de la Tercera dinastia d'Ur. A la caiguda del poder d'aquest regne, va passar a Iamkhad, que la va convertir en un principat vassall.

### Les relacions internacionals d'Ebla

Ebla en el context internacional de l'alta Mesopotàmia a la segona meitat del mil·lenni III aC

Els arxius del palau reial d'Ebla, tot i el seu caràcter bàsicament administratiu, ens donen informació sobre el context internacional del període, gràcies a la presència, per una banda, de cartes diplomàtiques i d'un tractat de pau i, per l'altra, de registres d'entrades i sortides de regals efectuats en el marc de les relacions diplomàtiques de l'antic Orient Pròxim. No obstant això, aquests textos són sovint poc explícits, i és difícil situar-los en l'ordre cronològic intern. Per tant, encara queden moltes incerteses.
Les relacions internacionals d'Ebla apareixen essencialment marcades per la rivalitat amb el regne veí més poderós, Mari, a la seva frontera oriental i dominant la regió del mitjà Eufrates. Els arxius del regnat d'Irkab-Damu mostren que al final del segle XXV aC i a començament del segle XXIV aC, Ebla és un estat vassall de Mari i paga un tribut al seu rei i als seus principals dignataris.
Però, llavors Mari coneix un període de debilitament i el tribut disminueix. El poder d'Ebla sembla augmentar sota l'impuls del visir Ibrium. Aquest, que ocupava el més alt càrrec després del rei i era el cap de l'exèrcit, sotmet sobretot el regne d'Emar, situat sobre l'Eufrates, just davant del regne de Tuttul, vassall de Mari. D'aquest període dataria el tractat entre Ebla i el regne d'Abarsal a la zona de l'Eufrates mig. És l'acord diplomàtic més antic del qual se n'ha conservat la versió escrita. Poc temps després, Mari i Ebla van signar una pau que sembla avalar un rang d'igualtat entre els dos regnes.
El visir Ibbi-zikir continua l'ascensió política d'Ebla, car obté diverses victòries contra petits regnes veïns; fets que els afermen en el seu poder. Aquesta situació va donar lloc a un conflicte amb Mari, que va acabar amb una victòria dels eblaïtes dirigits pel seu visir, prop de Tuttul. Per assegurar-se la seva victòria contra un veí que seguia sent poderós, Ebla busca l'aliança de dos dels rivals de Mari, els regnes de Nagar (avui Tell Brak, a Síria del nord) i de Kish (al nord de la Baixa Mesopotàmia). Mitjançant casaments uneixen princeses eblaïtes amb prínceps dels dos regnes aliats. Finalment, va esdevenir l'acord de pau amb Mari.
Llavors Ebla arriba a la seva plenitud: el seu regne s'estén sobre una gran part de la Síria central, disposa de nombrosos vassalls i el regne, dirigit pel visir Ibbi-zikir, sembla que manté relacions diplomàtiques al mateix nivell amb les altres grans potències regionals, Mari i Nagar (Tell Brak). Per la presència d'objectes egipcis al palau reial, sobretot un gerro d'alabastre que porta el nom del faraó Pepi I, podem suposar que hi hauria hagut, fins i tot, intercanvis diplomàtics entre Ebla i la vall del Nil.

### Economia
L'economia del regne estava dominada pel palau reial que ocupava una gran part dels treballadors. Aquests eren remunerats per l'administració palatina amb racions de gra, d'oli i de llana. Les terres del palau eren assignades a membres de la família reial o bé de l'aristocràcia, a qui els treballadors retornaven una part del producte dels cultius que els permetia mantenir el seu estil de vida. Al seu costat, una multitud de dependents del palau disposava del mateix tipus de terres però en quantitats menors. L'administració central era qui decidia, en última instància, l'atribució de les terres, de forma que controlava el sistema.En canvi, els temples no disposaven de dominis, a diferència del que passava a la Mesopotàmia meridional en el mateix període.
La casa reial, que constituïa el cor de l'organisme palatí (SA.ZA en els textos), mantenia centenars de servidors (GURUŠ). Però no constituïen més que una minoria de la totalitat dels dependents del palau. Aquests eren agrupats per unitats familiars. Estaven repartits en grups de 500 a 1000 persones ('iranum), dirigides per vigilants (UGULA) i subdividits en grups de 20 treballadors (É.DURU). Els artesans i comerciants que treballaven per al palau residien a la mateixa ciutat, però als suburbis (URU.BAR) on es trobaven els seus espais de treball. En total, el personal que treballava per al palau en sentit ampli comprenia aproximadament 5.000 persones. Si s'estima que, generalment, eren caps de família amb una mitjana de 4 persones, llavors la població del regne seria pel cap baix d'unes 20.000 persones, només si ens atenen a les persones dependents del palau.
Al costat del palau existien comunitats rurals que restaven més o menys independents. No obstant això, havien de pagar impostos en espècie al poder central. Potser existia un comerç privat, fora dels circuits comercials controlats pel palau. Les activitats que es desenvolupaven fora de l'esfera palatina són tanmateix molt poc conegudes, ja que estan poc documentades.

#### Agricultura i ramaderia

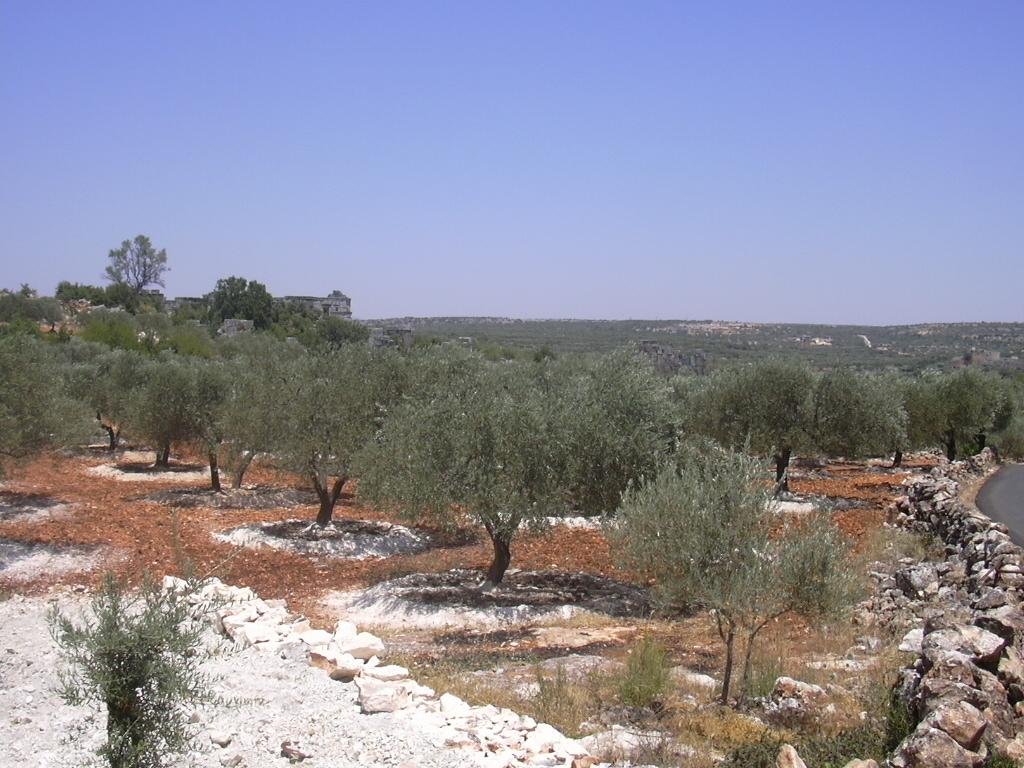
Vista d'un camp d'oliveres a les valls circumdants d'Idleb

Ebla era situada al centre d'una plana que encara actualment és molt fèrtil. De clima mediterrani, es en una zona que encara rep més de 200 mil·límetres de precipitacions mitjanes anuals, i en anys bons arriba a més de 400 o, fins i tot, 500 mil·límetres. Això va permetre l'agricultura de secà de naturalesa extensiva. ·  Fet que la diferència de l'agricultura de regadiu i intensiva de la Baixa Mesopotàmia, i que probablement explica les diferències en les estructures agràries entre les dues regions.

#### Artesanat i comerç
Les activitats artesanals d'Ebla estan poc documentades en comparació amb l'agricultura. Amb tot, sabem que el control de l'administració reial era important. El palau d'Ebla utilitzava obrers tèxtils (pel treball de la llana i el lli), ferrers i orfebres, així com també persones especialitzades en la transformació dels productes agrícoles, sobretot empraven dones (molí fariner, fleca, fàbrica de cervesa, vinificació, perfums, etc.). Alguns d'aquests productes eren enviats a altres regnes: era el cas de l'oli d'oliva i de productes tèxtils, que, aparentment, eren les activitats manufactureres més importants controlades pel palau reial. La metal·lúrgia també era una activitat de primer ordre, ja que el palau utilitzava prop de 500 ferrers, la qual cosa constitueix el major grup d'artesans conegut en aquest període, fins i tot comptant els arxius sumeris. Els metalls treballats (coure, argent, or) provenien probablement de la veïna Anatòlia.
Els intercanvis són coneguts gràcies a les tauletes de l'administració del palau que registren les entrades i sortides de productes. Es tracta d'intercanvis efectuats amb altres corts reials, probablement més de caràcter diplomàtic que no pas comercial. No obstant això, aquestes fonts revelen el que devia ser el comerç internacional. Se sap que el palau utilitzava els seus propis mercaders i que, a voltes, s'organitzava per assegurar-se el monopoli del comerç amb certs regnes, com es pot veure en les clàusules del tractat amb la ciutat-estat d'Abarsal. Ebla es trobava al bell mig de rutes comercials importants, sobretot les que connectaven les zones d'extracció de metalls i de fusta, a Anatòlia i de la regió històrica del Llevant (Orient Pròxim), amb les dels ports de la façana mediterrània i la rica Baixa Mesopotàmia que era un lloc de consum important d'aquests productes, però també era un espai de trànsit de béns procedents d'altres regions. Entre les troballes del palau reial, hi ha objectes vinguts d'Egipte, així com de la gemma semipreciosa lapislàtzuli de l'Afganistan, la qual cosa demostra la importància dels intercanvis internacionals en què Ebla estava implicada.
Els intercanvis de productes a l'interior del regne es feien, essencialment, en el marc de les redistribucions de productes del palau als seus dependents, i en el dels impostos pagats a l'Estat. Sembla que les festes religioses eren l'oportunitat per organitzar fires, com és el cas en períodes més tardans de l'antiguitat.

### La religió d'Ebla
Les divinitats del panteó eblaïta ens són conegudes, principalment, gràcies a les llistes d'ofrenes realitzades mensualment pel palau als temples. Hi descobrim la religió coneguda més antiga de Síria, que ofereix paral·lelismes amb les fonts dels períodes següents, sobretot Emar i Ugarit. El fons cultural és essencialment semític, però s'observen particularitats locals, així com influències sumèries i en menor mesura hurrites. El gran déu del regne eblaïta és el desconegut Kura. Les altres divinitats principals del panteó eblaïta a les antigues mitologies mesopotàmiques són: Dagó, déu de la fertilitat molt important a Síria; el déu Adad de les tempestes i les pluges, el que fa créixer les plantes o les destrueix; el déu-sol Xamaix, (designat per l'ideograma sumeri UTU); Reshep, divinitat infernal o Ishkhara, deessa de la fertilitat. També hi ha diverses divinitats desconegudes o impossibles d'identificar en els textos. Finalment hom troba divinitats no semítiques com el déu Sumeri Enki, la deessa Ninki, així com la deessa mare de la religió hurrita, Hebat.
També s'han desenterrat alguns textos religiosos redactats en sumeri i/o en eblaïta. Els himnes estan dedicats a importants divinitats del panteó. L'himne al déu sol Xamaix és el text literari més llarg escrit en eblaïta. També s'ha trobat el fragment d'un mite que posa en escena divinitats sumèries com Enki o Enlil. L'últim tipus de text religiós conegut són col·leccions d'exorcismes per conjurar mals com mossegades de serps i d'insectes o malalties (sobretot mal de dents). També s'han trobat diversos rituals que tenien lloc en temples així com festes dedicades a les divinitats principals del panteó. Per això, els eblaïtes disposaven d'un calendari religiós paral·lel al calendari general. A aquest quadre es poden afegir els rituals vinculats a la reialesa que tenien un caire religiós degut a la imbricació entre allò religiós i allò polític i del caràcter sagrat del poder polític.
L'edifici cultural més conegut del període proto-sirià és un temple localitzat a la part sud-est de la ciutat baixa (zona H), el «Temple de la roca» o «Temple HH»; deu aquest sobrenom al fet que els seus fonaments reposen sobre una roca. Es tracta d'un edifici de dimensions 29x22 metres, d'orientació est-oest, format per dues peces: un vestíbul (a l'est) que obre per una petita porta (1,40 metres d'ample) sobre una estança (a l'oest); cadascuna de les estances mesuren 10,50 metres de llarg i 7,80 metres d'ample. Aquestes estan envoltades de murs gruixuts de 5,60 a més de 6 metres. Es tracta d'un dels exemples més antics coneguts de temples in antis (on els murs laterals sobrepassen la paret de la façana cap a l'exterior) corrents durant l'Alta antiguitat siriana, tipus de construccions coneguts en els temples eblaïtes dels períodes següents, així com en altres llocs veïns (Alep, Alalakh). Amb tot, no se sap a quin déu se li atribueix; P. Matthiae proposa Kura (o Hadad). Després de la primera destrucció d'Ebla, aquest edifici fou reemplaçat per dos temples: el «Temple HH4», que mesura 17,30 x 10,90 metres, també de tipus in antis, compost d'un vestíbul i d'una estança allargada; i el petit «Temple HH5» (10,50 x 5,50 metres), veí de l'anterior i de forma similar. Aquests dos temples van ser destruïts al final del període proto-sirià. Una excavació sota el temple d'Ishtar de l'època paleo-siriana va portar al descobriment d'un altre temple de l'època proto-siriana, el «Temple Roig» (o Temple D2), anomenat així pel color dels seus maons. La seva organització és molt similar a la del Temple de la roca. Per la seva proximitat al sector palatina, sembla un espai important en el culte oficial, i podria ser el temple de Kura del sector palatinal (Saza), on es desenvolupava una part del principal ritual reial (ja que dos santuaris del déu són esmentats en el text ritual).

### Obres artístiques
Les excavacions dels nivells proto-sirians del palau reial han permès descobrir alguns elements de la decoració interior d'aquest edifici. El llindar del barri administratiu i els graons de l'escala d'honor tenien incrustacions de nacre. El pati interior del barri administratiu i la sala del tron disposaven de panells murals alguns dels quals es pot apreciar que tenien incrustades fulles d'or, elements de pedra o de Lapislàtzuli formant figures. Són les úniques parts que havien resistit el pas del temps; l'estructura era, sens dubte, de fusta. Alguns d'aquests panells representaven processons de funcionaris que retien homenatge al sobirà. Aquestes realitzacions tenen paral·lels a Mari del mateix període, i fins i tot en els objectes incrustats de Sumer com l'estendard d'Ur.
En el barri administratiu, de les estàtues compostes s'han conservat sobretot els elements de pentinat, realitzats en l'esteatita o de vegades en lapislàtzuli. El cos de les estàtues era de pedra dura o de metall, i podia estar adornat amb pedres precioses, fins i tot amb or. La decoració també inclou mobles marcats i decorats de vegades amb petites figures de marbre. S'han identificat taules o seients que formen part del mobiliari del palau gràcies a aquest tipus de figuretes. De vegades representaven animals o bé combats d'herois i d'animals mitològics. Generalment, els temes d'aquestes escenes, com els dels segells cilíndrics, exhumats dins del palau, són idèntics als de la Mesopotàmia contemporània, malgrat algunes originalitats eblaïtes com la figura de la deessa domant dos lleons. Algunes d'aquestes escenes havien de representar mites locals que ens són desconeguts. En tot cas, tot això testimonia la presència a Ebla d'una tradició d'artistes de qualitat que no tenien res a envejar als de Sumer.
Les excavacions realitzades al palau reial a principis dels anys 2000 van descobrir nous objectes del període arcaic. Les troballes més destacades van fer-se en una petita habitació al costat sud de la sala del tron, sens dubte destinada a emmagatzemar els objectes oferts al rei durant les audiències. S'hi va trobar: lapislàtzuli brut, incrustacions de closca i calcari, de vegades recobertes de fulles d'or, representant animals o personatges i parts d'estàtuetes, entre les quals hi ha fulles d'or destinades a cobrir aquest tipus d'objectes. Una excavació al sector FF va permetre trobar les restes d'un edifici d'aquesta mateixa època, on es van recuperar fragments de pintures murals amb motius geomètrics, testimoni únic sobre la pràctica de la pintura en edificis de la Síria interior en la segona meitat del mil·lenni III aC.

### La destrucció d'Ebla
Poc després del matrimoni d'una princesa eblaïta amb el príncep del regne mesopotàmic de Kix, el palau reial d'Ebla va ser destruït i cremat amb violència. Per tant, es planteja la qüestió de qui n'és el responsable. El culpable més probable és un dels reis de l'imperi Accadi, vingut de Baixa Mesopotàmia, que se sap que van sotmetre els altres grans regnes de Mesopotàmia del Nord i Síria després del 2340. Durant un temps es va atribuir la destrucció d'Ebla a Naram-Sin d'Accàdia, regnant cap a mitjans del segle XXIII, o per l'acció del seu avi Sargon d'Accad, fundador de l'imperi en les últimes dècades del segle XXIV. Aquests dos reis d'Accad van dur a terme ofensives a Síria i van sotmetre la regió d'Ebla. Tots dos van afirmar haver dominat aquesta ciutat. Però una altra hipòtesi proposa que Ebla va ser destruïda abans del començament del regnat de Sargon, fet que invalidaria la hipòtesi de la destrucció causada pels accadians. En aquest cas, és doncs més aviat a Mari, l'enemic tradicional, a qui caldria atribuir la destrucció del regne eblaïta, que hauria tingut lloc a tot tardar cap a mitjans del segle XXIV. Però això no hi ha encarca cap prova definitiva. Sembla que una segona destrucció va devastar el lloc després de la primera, mentre que el sector palatí va ser reocupat després d'una primera fase d'abandonament. L'autor d'aquesta nova catàstrofe és encara més enigmàtic que per a la primera. Si els reis d'Accad no en són responsables de la primera, llavors potser van causar aquesta, però generalment és datada d'un període més tardà.

## Ebla durant el període paleo-sirià (c. 2000-1600 aC.)

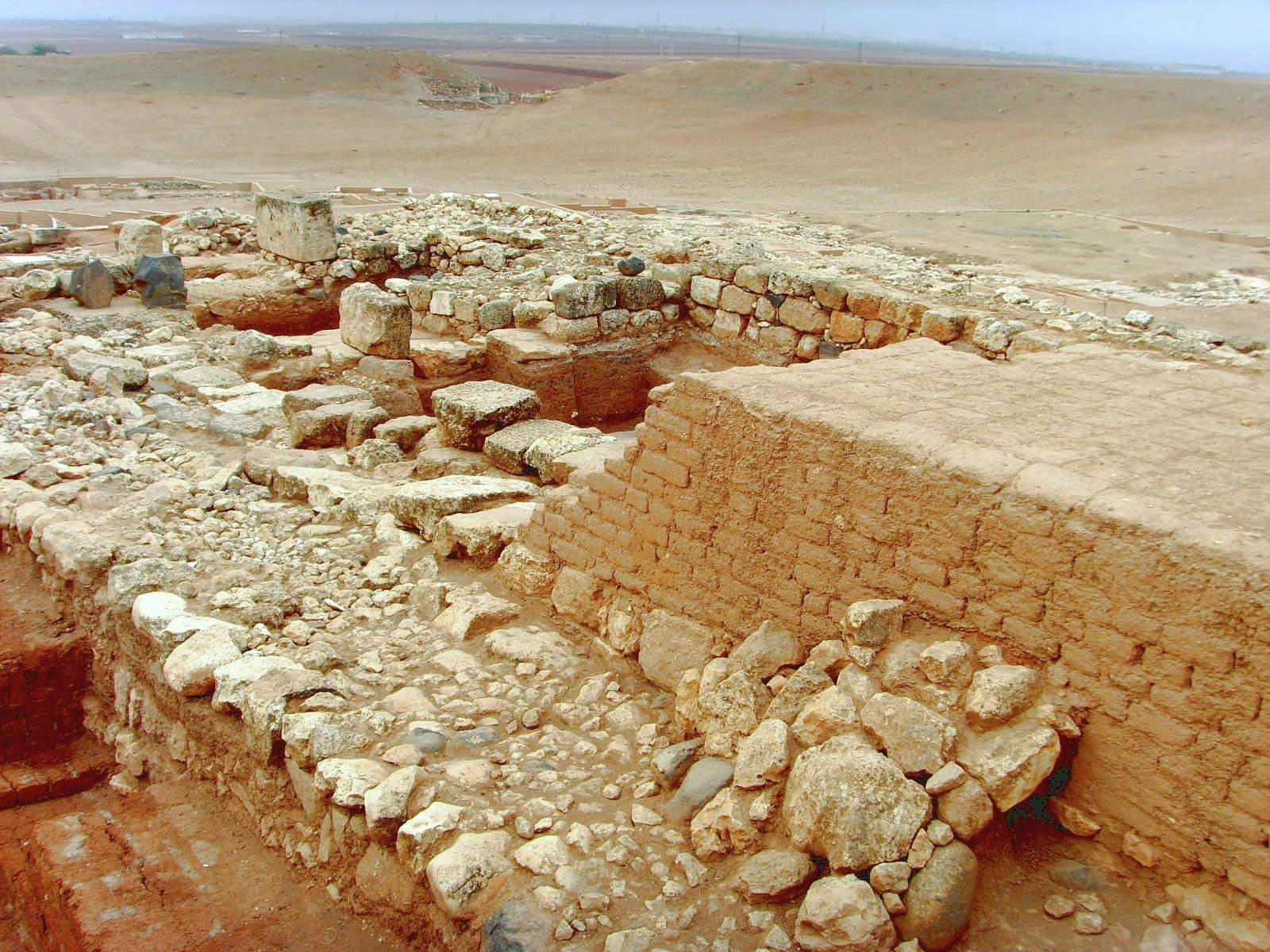
Ruïnes d'edificacions de principis del mil·lenni II aC.

Al començament del segon mil·lenni, s'obre un nou període en la història d'Ebla, anomenat pels arqueòlegs com període paleo-Sirià. aquest període correspon al període paleo-babilonià de Mesopotàmia i a l'edat del bronze mitjà de l'Orient Mitjà. Encara que el període anterior era conegut sobretot per fonts epigràfiques, aquest ho és gràcies als descobriments d'edificis i de realitzacions artístiques. Va ser un període de renovació de la ciutat d'Ebla en el marc d'una Síria dominada per dinasties d'origen amorrites.
És d'aquest període que data l'estàtua de basalt del rei Ibbit-Lim, fet que ha permès que els arqueòlegs italians poguessin identificar el lloc. En absència de fonts epigràfiques, no se sap gairebé res sobre el destí de la ciutat en aquest període, sobretot perquè els arxius de la ciutat de Mari, la font més important per a la història de Síria en el període amorrita i mencionen poquíssim Ebla. Sembla versemblant que aquest regne és al redós del poderós regne Iamkhad, un regne a la regió de l'entorn de la ciutat d'Alep.
Ebla és, aparentment, reconstruïda segons un pla predeterminat i coneix llavors una més gran extensió que en el període proto-sirià. La ciutat era llavors compresa en un vast recinte que disposava de diversos punts fortificats i portes. En el seu centre hi havia l'acròpoli, defensada per la seva pròpia muralla. La ciutat baixa s'estenia als seus peus, organitzada al voltant d'un primer cinturó d'edificis oficials (temples i palaus) als peus de l'acròpoli, després es trobaven els barris d'habitatges amb alguns edificis administratius. El traçat dels carrers seguia un pla relativament ordenat: els radials sortien de les portes i s'unien a l'acròpoli, mentre que altres carrers seguien un pla perpendicular (eixos est-oest i nord-sud).

### L'acròpoli

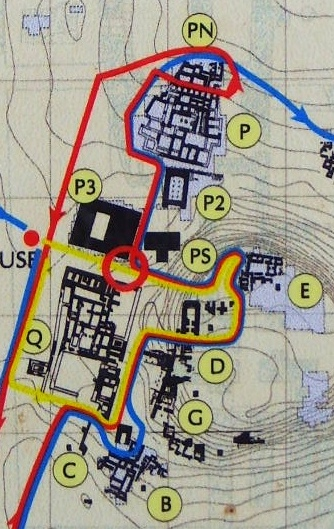
Plànol de localització dels principals edificis de l'acròpoli i de la part baixa de la ciutat.

Una acròpoli d'unes 3 hectàrees dominava la ciutat d'Ebla, a l'emplaçament del palau reial paleo-sirià. Aquest espai conté dos monuments importants, però les construccions no estan ben conservades. Aquest conjunt és en realitat una ciutadella, defensada per una muralla construïda amb blocs de pedra a la seva part inferior (probablement alta, d'uns 4 metres) i maons crus sobre la part superior.

#### El palau reial
El nord de l'acròpoli estava ocupat pel palau E, identificat per P. Matthiae com el palau reial. En queden pocs restes per l'erosió. No obstant això, ha estat possible identificar un pati envoltat de diverses sales als dos costats, i tancat al sud per una loggia.

#### El temple D
A la part oest de l'acròpoli, en el punt més alt, s'aixecava el Temple D, o "Gran Temple". El seu pla era de factura clàssica: en primer lloc, una sala allargada de 28 x 11 metres; després un vestíbul precedit d'un pòrtic que obre sobre l'estança amb una capelleta on es trobava l'estàtua de la divinitat principal del santuari, probablement la deessa Ixtar. En aquest edifici és on es va trobar l'estàtua fragmentària de basalt que duu inscrita el nom del rei Ibbit-Lim; fet que ha permès identificar el lloc de Tell Mardikh com l'antiga Ebla.
Davant del temple D, hi ha una plaça envoltada de petites capelles que constitueix una zona sagrada, sobretot amb el Petit Temple on s'exhumaven estàtues votives. S'hi va trobar una estela de basalt esculpida sobre quatre cares que representa una escena religiosa dominada per la figura d'Ixtar vestida kaunakès i dempeus sobre un toro, símbol de fertilitat en aquesta regió. Probablement es tractava de la divinitat principal de la ciutat en aquest període.

### La ciutat baixa
Al peu de l'acròpoli i fins al recinte exterior s'estenia l'espai anomenat «ciutat baixa» pels arqueòlegs que van excavar el lloc. L'acròpoli estava rodejada, almenys sobre la seva part occidental, per un conjunt de monuments públics (temples i palaus) que prolongaven les seves funcions, però havien de ser més accessibles.

#### El sistema de fortificacions

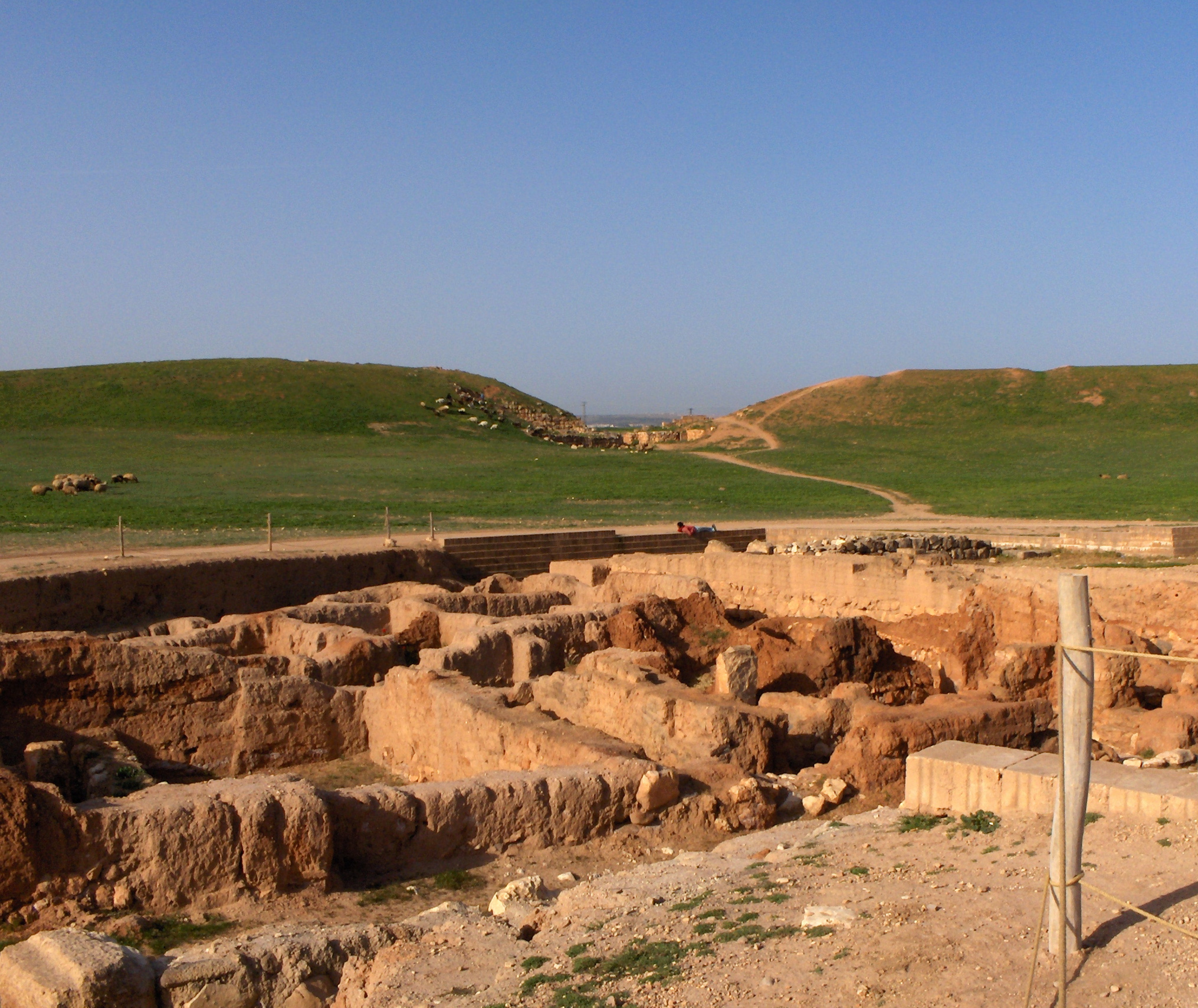
En primer pla ruïnes del barri sud; darrere, ruïnes del recinte exterior d'Ebla.

El perímetre de la ciutat baixa el delimitava un recinte exterior que protegia la ciutat construïda sobre una barreja de terra agafada a l'exterior de la ciutat  amb pedres procedents de les ruïnes dels períodes precedents. A l'exterior, la base de les parets estava protegida per un parament de blocs de pedra sobre 5 metres d'alçada. La base de les parets era d'uns 40 metres d'amplada i la seva alçada va poder arribar als 22 metres.
El dispositiu de defensa es va reforçar amb una sèrie de portes fortificades i fortins als quals els arqueòlegs  van donar noms segons la seva localització. Al nord-oest, la «porta d'Alep» era a tocar de la «fortalesa AA», a l'oest. El costat oest era defensat pel fort V, i a la zona Z, als peus de la muralla, s'han desbloquejat diversos habitatges que han pogut tenir una funció administrativa. La porta de Damasc, al sud-oest, estava protegida per una torre de defensa i un fortí. L'angle sud-est de la muralla comprenia una altra fortalesa i la «porta del desert» (o de l'estepa). El costat est de la muralla era defensat per la Fortalesa M, que mesurava 27 x 13 metres i consistia en dues files de peces paral·leles. El costat nord-est era defensat per una altra fortalesa, al nord de la qual es trobava una última porta («Porta de l'Eufrates»).

#### El palau Q o palau occidental

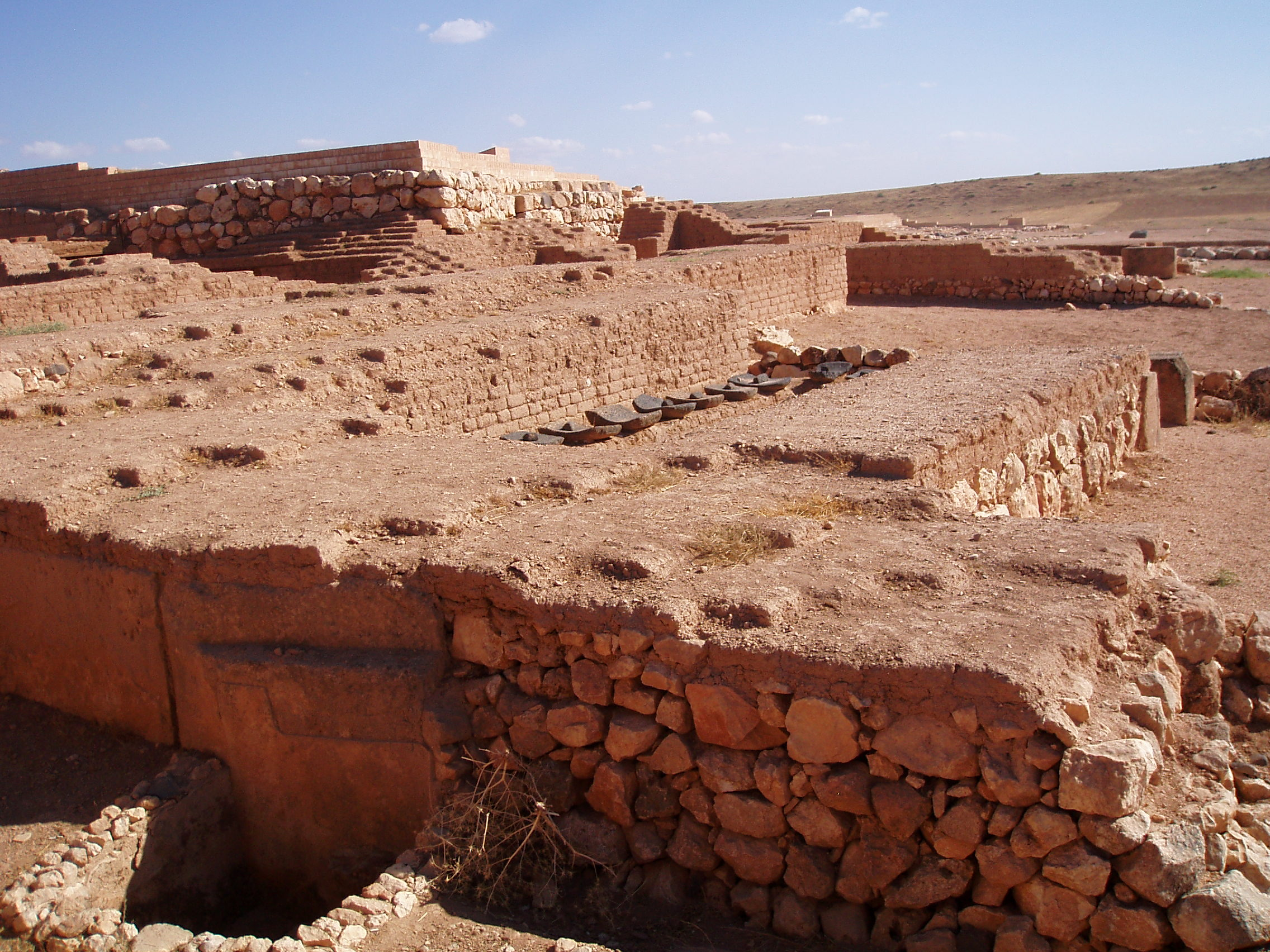
Els espais d'intendència del palau Q.

El palau Q, o palau occidental, estava situat a l'oest de la ciutat baixa, just als peus del Gran Temple de l'Acròpoli. D'orientació nord-sud, tenia una longitud de 115 metres i una amplada màxima d'uns 65 metres i comprenia almenys una cinquantena d'estances. Alguns dels seus murs encara estan ben conservats, i les seves ruïnes s'eleven fins a 3 metres. La part sud podria haver comprès un pòrtic de columnes que servia d'entrada. Es poden identificar espais d'intendència amb botigues on s'han trobat rajoles d'emmagatzematge. A la seva part nord, el palau disposava d'un pis car s'han conservat les restes de les escales. Va servir aparentment de residència al príncep hereu durant les últimes dècades d'Ebla, d'aquí el nom de «palau del príncep» que a voltes li és donat. En qualsevol cas, aquest palau està lligat a la funció reial, ja que s'uneix al temple dedicat al culte dels avantpassats reials (« Temple B») i que al subsol han estat cavades tombes per als membres de la família reial.

#### Les tombes reials

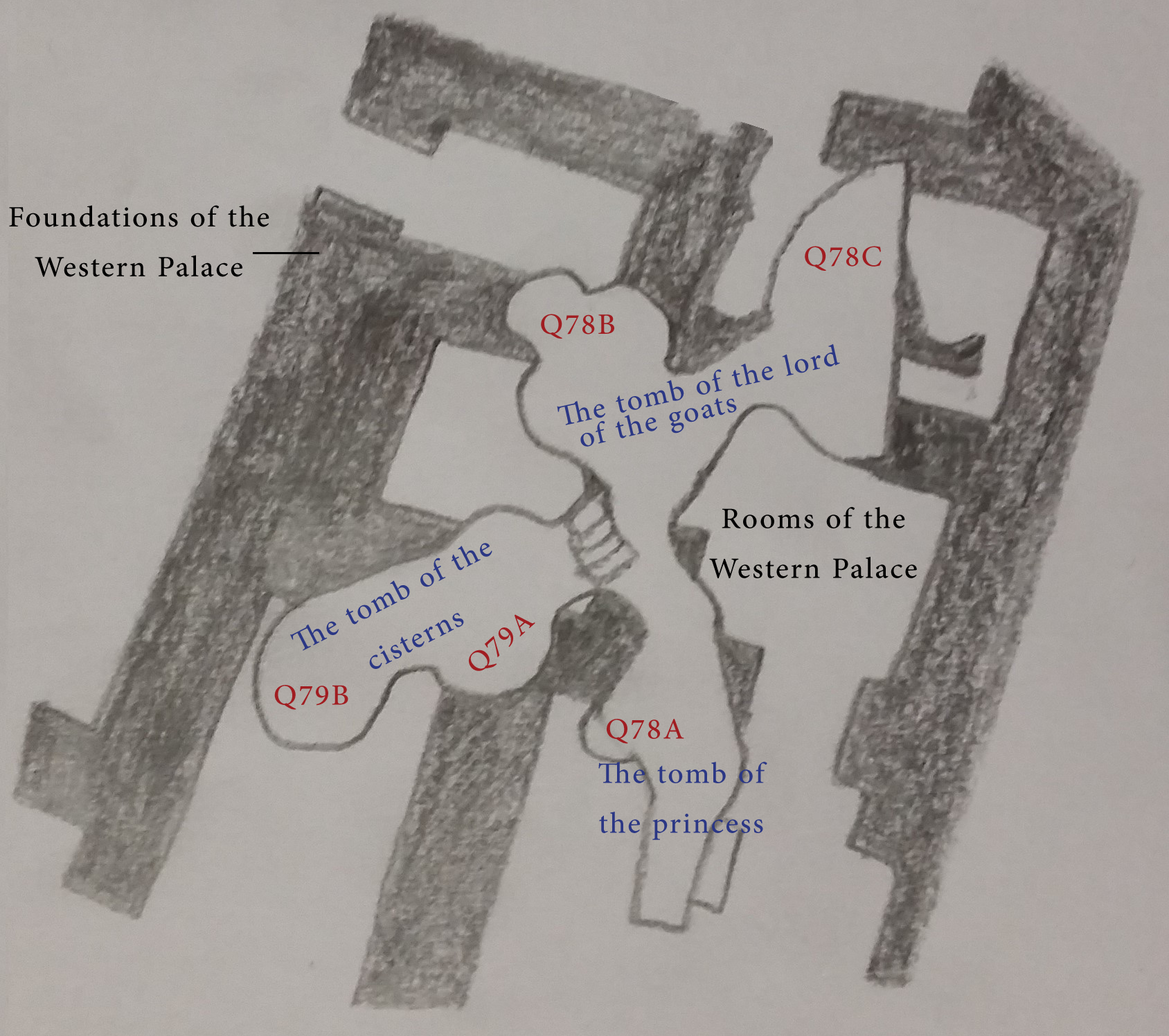
Plànol de les tombes reials.

El palau Q va ser construït sobre tombes subterrànies, excavades en cavitats naturals condicionades i destinades a acollir els membres de la família reial que van viure entre la fi del segle XIX i la primera meitat del segle XVII aC. S'hi accedia per un passadís d'escales excavades sota l'edifici. Una desena de tombes han estat identificades, de les quals només tres no han estat forçades durant l'antiguitat.
La més antiga de les tres és la tomba de la princesa (vers el 1800), on hi havia el cos d'una jove. El seu accés estava tancat per una gran llosa de pedra calcària. La difunta portava les seves joies d'or (una espelma, un collaret, polseres). La tomba també tenia més de setanta vasos ceràmics, gerros de pedra i una amfora de pasta de vidre.
La tomba següent (vers 1750) ocupava tres sales. Va ser saquejada durant la destrucció d'Ebla cap al 1600 i el cos va desaparèixer. S'hi han trobat una seixantena de vasos ceràmics, vasos de pedra, peces de vaixella (sobretot una copa de plata), objectes d'ivori entre els quals el mànec d'una massa d'armes incrustada en un cilindre de plata en nom d'un faraó desconegut de la XIII dinastia. A la tomba s'hi ha exhumat quatre estatuetes de bronze representant de cabrums que servien sens dubte per decorar un tron de fusta i bronze.
L'última sepultura és la « tomba de les cisternes » (primera meitat del segle XVII), anomenada així perquè s'instal·la en una antiga cisterna, a la qual s'accedia des de l'anterior via una escala. Els seus saquejadors no hi van deixar més que restes de ceràmica, algunes joies i altres.
Malgrat els saquejos, la riquesa d'aquestes tombes permet atribuir-les a membres de la família reial d'Ebla. Cadascuna de les tres sepultures comprenia diversos objectes provinents d'Egipte. Pot ser que es tracti de regals diplomàtics, però també podrien procedir de comerç. Altres objectes recorden els que eren produïts pels artesans de la Babilònia amorrita.

#### El palau P

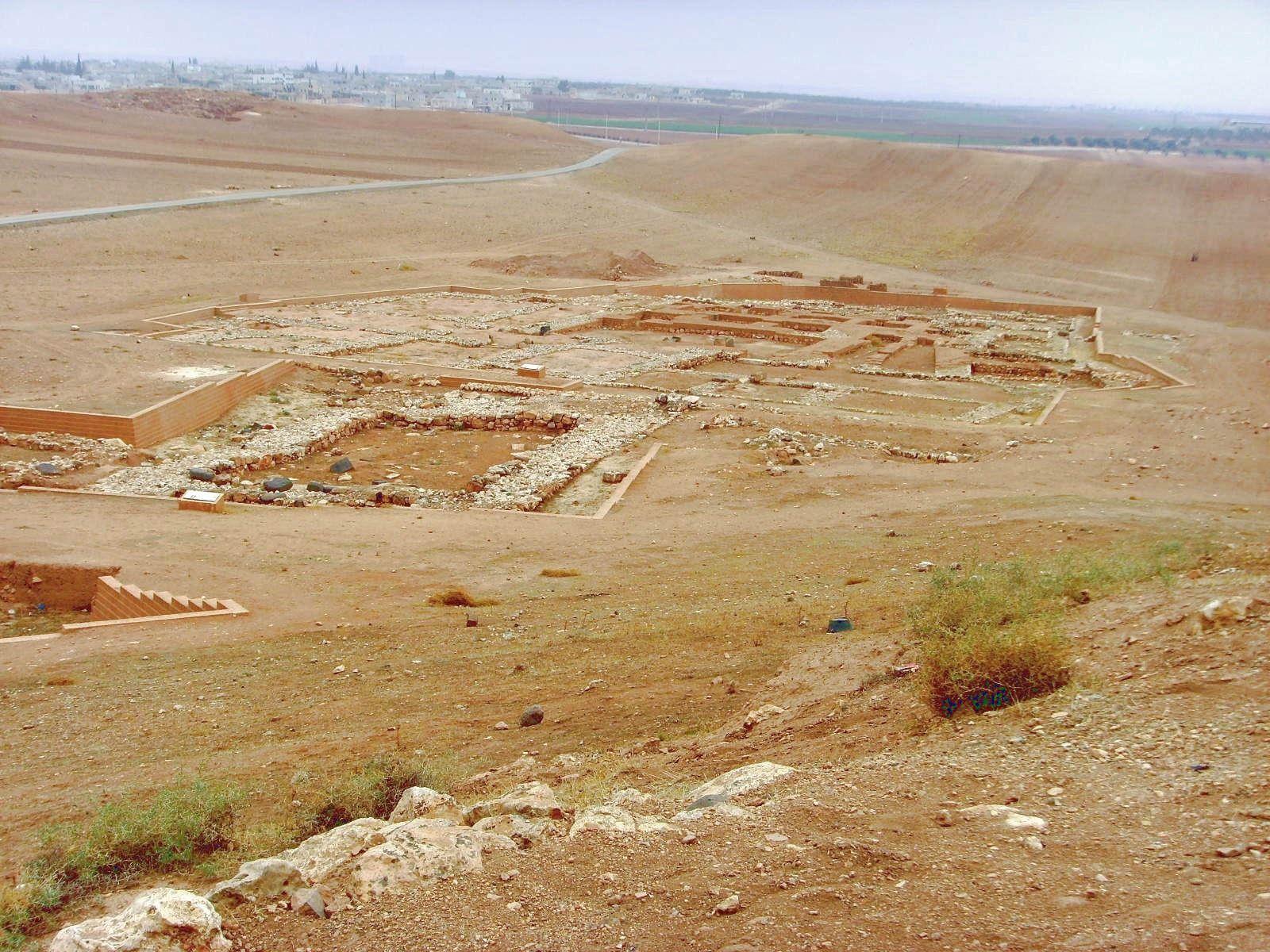
Construccions de la ciutat baixa: el temple P2 i el palau P.

Un últim complex palatí va ser identificat al nord de la ciutat baixa, el «palau P» o «palau nord» construït sobre un antic palau reial que servia de centre administratiu en l'última fase del període proto-sirià. Era de forma trapezoidal i cobria uns 3.500 m2. La seva part central era una zona residencial aparentment reservada al rei, i s'hi va identificar fins i tot el que podria ser una sala del tron, perquè una base de pedra construïda en un dels seus costats podria haver servit per portar el tron reial. Una sala propera disposava d'una gran piscina de basalt. Les habitacions situades al nord de l'edifici eren botigues. És possible que aquest palau no tingués llavors cap funció administrativa, sinó més aviat un paper cultural lligat a la proximitat del Temple P. Però les funcions exactes dels tres espais palatins identificats per a aquest període continuen sent objecte de disputa.

#### Els temples

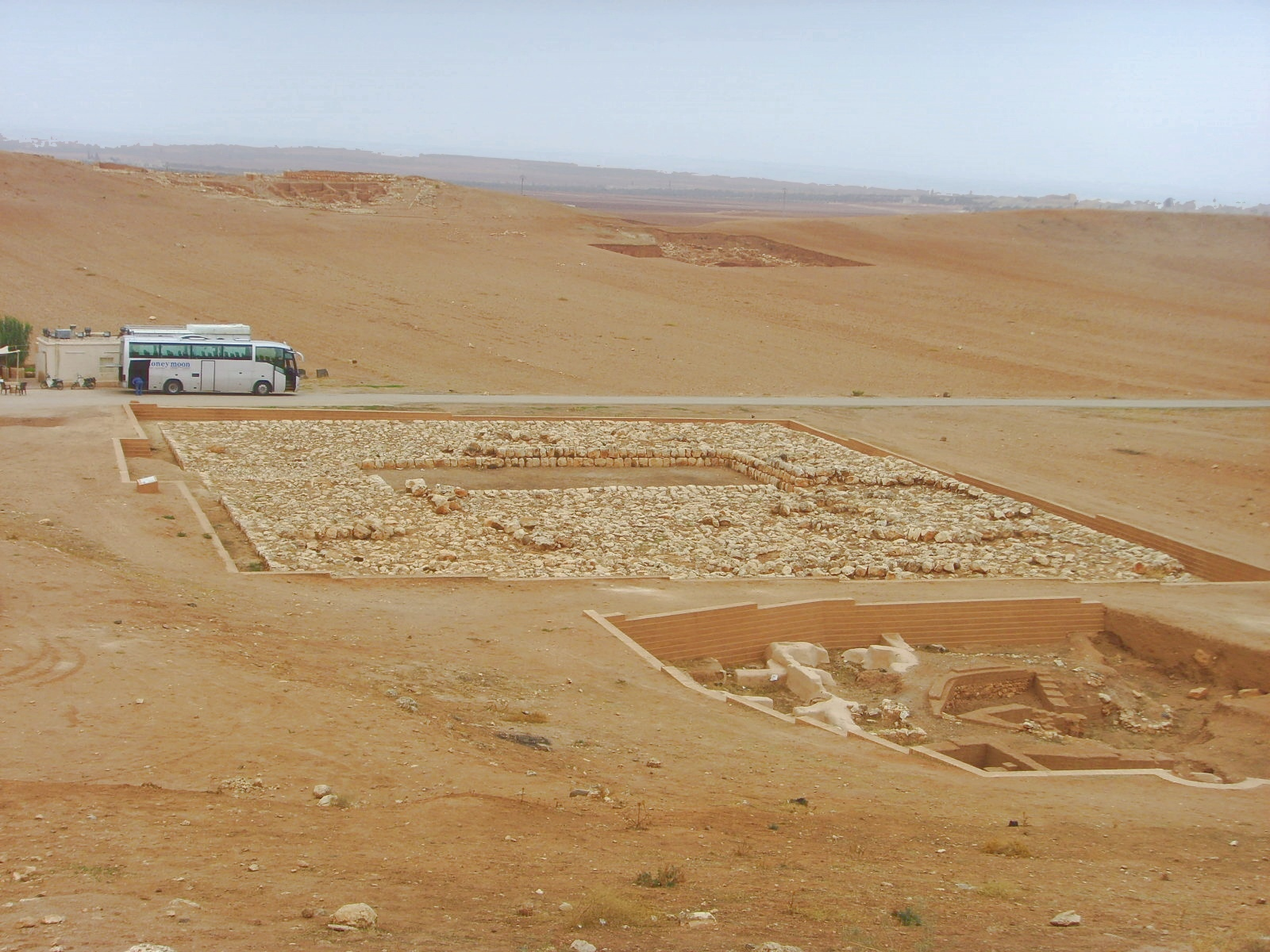
Ruïnes del monument P3.

El Temple P2 es troba a la part nord-oest de la ciutat baixa, en una zona sagrada situada entre el palau Q i el palau P, que en P. Matthiae considera consagrada a la deessa Ixtar, en relació amb el temple de l'acròpolis. El temple P2 és un edifici de 33 x 20 metres, amb murs molt gruixuts, fet que el converteix en el temple més gran d'aquest període a la ciutat i, fins i tot, entre els coneguts de la Síria d'aleshores. Estava constituït per una gran peça central precedida d'un porxo in antis. S'hi ha exhumat fragments d'estàtues representant sobirans i alts dignataris. La més completa, de més d'1 metre, representa un dignatari assegut en un seient en un estil típic de Síria d'aquest període, que té paral·lels amb els jaciments de Alalakh o Qatna. En aquest santuari s'ha descobert un conc o bacina esculpit. En aquesta àrea sagrada, també, s'ha trobat el «Monument P3»: fa 52,40 metres de llarg per 42 d'ample, construït amb blocs de pedra que envolten un pati (de 23,20 x 12,40 metres) inaccessible des de l'exterior. No s'ha identificat cap mobiliari. L'arqueòleg italià P. Matthiae va proposar veure-ho com un espai on s'hi guardaven lleons i animals emblemàtics de la deessa Ixtar. En el sector P s'hi han fet troballes com figuretes de terracota, dues serps de bronze, un segell cilíndric d'hematites en una escena de culte, copes, així com fragments de metalls i pedres precioses (d'or, plata i lapislàtzuli).
A la part nord-est de la ciutat baixa, hi ha el «Temple N», potser el temple del déu-sol Xamaix. Hi ha un tercer temple en aquesta part de la ciutat cap al sud-oest, el «Temple C», de dimensions reduïdes i on s'hi han trobat dues conques amb escenes de culte.
Un altre santuari va ser identificat no gaire lluny de l'anterior, el Temple B2 . Aquest està organitzat al voltant d'un espai central envoltat de diverses habitacions, tot formant un edifici de forma irregular. Les parets de la sala principal estaven vorejades de banquets i podi, i les petites peces disposades al voltant tenien plataformes identificades com a altars. Segons l'arqueòleg italià es tractava d'un edifici dedicat al culte dels avantpassats reials, pràctica religiosa ben coneguda gràcies a les troballes epigràfiques d'Ugarit i les arqueològiques de Qatna. La sala central hauria servit per als banquets organitzats en honor dels difunts, mentre que les sales adjacents haurien estat estances dedicades als diferents reis morts.
Finalment, el santuari descobert més recentment d'aquest període es troba a la part sud-est de la ciutat baixa, sobre l'antic Temple de la Roca. Se li coneix un primer estat, el «Temple HH3», del qual només en queden els fonaments. Més tard va ser reemplaçat, cap al 1800, pel Temple HH2. Aquest, més conegut, es tractava d'un temple in antis a façana, d'uns 25 metres de llarg per a 16 d'ample, compost de 3 sales; totes de la mateixa amplada (9,10 metres): un vestíbul de 2,50 metres de llarg, una avantsala de 2,30 metres de llarg i, finalment, una estança allargada (entre 9,50 i 10,50 metres). Com en el Temple de la Roca, la seva divinitat ens és desconeguda. · 

#### Les residences  i el palau meridional

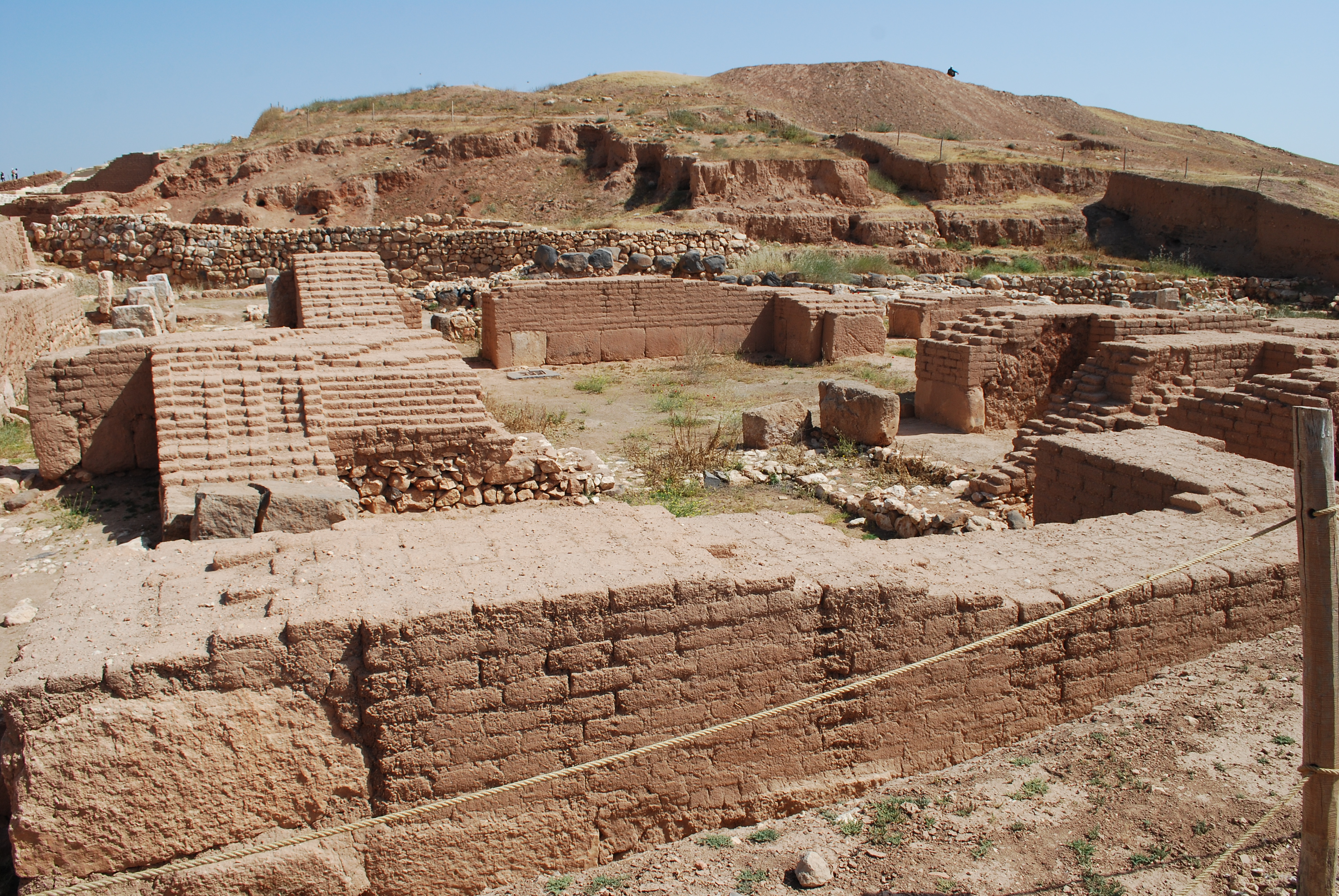
El palau meridional o palau FF.

Els monuments construïts al peu de l'acròpoli devien d'estar vorejats per barris residencials que s'estenien almenys fins al recinte exterior. Les excavacions dels anys 2000 han permès avançar en el coneixement d'aquests sectors. Algunes cases han estat excavades a la ciutat baixa just al sud-oest de l'acròpoli (zones B, Z i FF) i en altres llocs d'excavacions disperses (zones A i Z prop de dues portes, zona N al nord de l'acròpoli), alguns d'aquests llocs mostren restes del barri d'hàbitat. Aquestes cases eren construïdes amb un bastiment de pedra, mentre que les parts superiors de les parets i, sens dubte, la teulada (en terrassa) eren fets amb maons d'argila cuites. L'organització interna d'aquestes residències presentava característiques típiques de les cases del Llevant d'aquest període. Per una banda,  els més petits tenien sovint un vestíbul que s'obria a un espai central des d'on s'arribaven a dues o tres estances, en canvi, els més grans tenien una organització similar, però amb més sales i utilitzaven materials de millor qualitat, ja que el seu sòl era potser cobert de lloses o calcària triturada, mentre que la majoria de les residències tenien sòls de terra batuda. Com més estances hi ha, aquestes presenten una divisió més funcional de l'espai i és possible localitzar espais d'emmagatzematge, de cuina, o destinats a activitats econòmiques vinculades als intercanvis.
El palau FF és la residència més gran del jaciment, amb 1.000 m2. Ha estat designat com el «palau meridional». La seva organització s'inspirava en el model de palau reial, sobretot amb vastos espais de recepció. Podria tractar-se de la residència d'un gran dignatari encarregat de l'acolliment de missatgers (potser el visir?)

## La destrucció
Cap a l'any 1600 aC, els hitites la van atacar i destruir, i ja no es va recuperar. L'evidència es va descobrir el 1983 en una tauleta a les ruïnes de Hattusa, la capital hitita, redactada en llengua hitita i en hurrita, on explica el relat èpic de la presa d'Ebla per un sobirà hurrita desconegut, un cert Pizikarra de la ciutat de Nínive. Si s'accepta el valor històric d'aquest text, cal doncs preveure que Pizikarra hagués actuat en nom del rei hitita. En qualsevol cas, el lloc d'Ebla va ser abandonat, tot i que el nom de la ciutat encara apareix en una descripció de la campanya del faraó Tutmosis III al segle XV aC.

## Llista de reis ("en")[66]
- Kul-banu
- Ashanu
- Samiu
- Zialu
- EN-manu
- Na-manu
- Da-?
- Sagisu
- Da-NE-nu
- Ibini-Lim
- Ishrud-Damu
- Isidu
- Ishrud-Halam
- Igsud
- Talda-Lim
- Abur-Lim (o Agur-Lim)
- Ibi-Damu
- Bagu-Damu
- Enar-Damu
- Ishar-Malik
- Kum-Damu (o Kun-Damu)
- Adub-Damu
- Igrish-Halam (o Igrit Khalam), el seu lugal era Ar-Ennum (Arennum o Arru-Lum)
- Irkab-Damu, el seu lugal va ser Ebrium o Eberu
- Ishar-Damu, el seu lugal es deia Ibbi Zikkir o Ibbi Sipis
- Iraq-Damu (hereu, no arriba a regnar)
- a Akkad cap al 2230 aC
- independent, reis desconeguts, cap al 2220-2100 aC
- a Ur cap al 2100-2000 aC
- A Yamkhad potser el 2000 aC
  - Ibbit-Lim cap al 2000 aC
  - Successors desconeguts 2000-1600 aC

A partir de les dades conegudes s'ha qualificat aquesta llista de «Dinastia», però segurament no hi havia relació hereditària entre els noms coneguts.